# 2000年シドニーオリンピックのアーチェリー競技
2000年シドニーオリンピックのアーチェリー競技（2000ねんシドニーオリンピックのアーチェリーきょうぎ）は、2000年9月15日から10月1日にかけて行われた。

## 概要
アーチェリーでは、4つの種目（男子個人、男子団体、女子個人、女子団体）が実施された。
シドニーオリンピックでは、全て70メートルの射程で競技が行われた。的の直径は、122cmであった。また、選手達は40秒以内に矢を放つこととされた。46の国から128人が参加した。各国から最大3人までの出場が認められた。選手は、まず12本の矢で行われるランキング・ラウンドを戦った。そしてランキング・ラウンドの結果が、予選ラウンドでの組み合わせを決定した。つまり、ランキングラウンドで上位選手と下位選手が対戦することとなる。1回戦、2回戦、3回戦では3本を1エンドとして6エンドが戦われた。その後の準決勝・準々決勝・決勝では、3本を1エンドとして4エンドが戦われた。

## 出場資格
それぞれの国が男女個人の出場権を得るのには4つの方法があった。どのNOCも3つ以上の出場枠を得ることはできない。また、それぞれの性について、ホスト国（オーストラリア）は3つの出場枠を保障されている。1999年のWorld Target Competitionでのトップ8カ国（ホスト国は除く）には、それぞれ出場枠3が与えられた。さらに、トップ8カ国の選手を除いたランキング上位19選手に対して出場権が与えられ、残り18枠のうち15枠は、5つの大陸での大陸別予選に等しく割り当てられ決定された。さらに残りの3枠は、Tripartite Commissionで決定された。

## 競技結果

### 男子
| 種目 | 金                             | 銀                                                      | 銅                                                        |
| ---- | ------------------------------ | ------------------------------------------------------- | --------------------------------------------------------- |
| 個人 | サイモン・フェアウェザー (AUS) | ビクター・ブンダール (USA)                              | ウィーツェ・ファンアルテン (NED)                          |
| 団体 | 韓国 呉教文 張龍浩 金清泰      | イタリア Matteo Bisiani Michele Frangilli Ilario Di Buo | アメリカ合衆国 Butch Johnson Rodney White Victor Wunderle |

### 女子
| 種目 | 金                        | 銀                                                             | 銅                                                  |
| ---- | ------------------------- | -------------------------------------------------------------- | --------------------------------------------------- |
| 個人 | 尹美進 (KOR)              | 金南順 (KOR)                                                   | 金水寧 (KOR)                                        |
| 団体 | 韓国 金水寧 金南順 尹美進 | ウクライナ Olena Sadovnycha Nataliya Burdeyna Kateryna Serdyuk | ドイツ Barbara Mensing Cornelia Pfohl Sandra Wagner |